# Sebaa Chioukh
Sebaa Chioukh (în arabă السبعة شيوخ) este o comună din provincia Tlemcen, Algeria.
Populația comunei este de 4.634 de locuitori (2008).